# Aquabacterium soli
Aquabacterium soli es una bacteria gramnegativa del género Aquabacterium. Fue descrita en el año 2021. Su etimología hace referencia a suelo. Es aerobia y móvil por flagelo polar. Catalasa negativa y oxidasa positiva. Temperatura óptima de crecimiento de 30 °C. Se ha aislado de una muestra de suelo en China. 